# Lace Up
Lace Up is het eerste studioalbum van de Amerikaanse rapper Machine Gun Kelly. Het album werd op 9 oktober 2012 uitgebracht door Interscope Records. 
"Lace Up" debuteerde met de vierde notering in de Billboard 200 en piekte met een derde positie. Het album bevat de volgende drie singles: "Wild Boy" met Waka Flocka Flame, "Invincible" met Ester Dean en "Hold On (Shut Up)" met Young Jeezy. Machine Gun Kelly werkte voor "Lace Up" samen met artiesten als Cassie Ventura, DMX, Tech N9ne en Avenged Sevenfold. De titelsong staat als vierde op het album en is een samenwerking tussen Machine Gun Kelly en Lil Jon. 
Het nummer "Wild Boy" met Waka Flocka Flame verscheen al eerder op een mixtape van Machine Gun Kelly, "Half Naked and Almost Famous", op 20 maart 2012. 

## Nummers

#### Standaard
1. "Save Me" (met M. Shadows en Synyster Gates) - 3:12
2. "What I Do" (met Bun B en Dub-O) - 4:32
3. "Wild Boy" (met Waka Flocka Flame) - 3:51
4. "Lace Up" (met Lil Jon) - 3:02
5. "Stereo" (met Alex Fitts) - 3:55
6. "All We Have" (met Anna Yvette) - 3:27
7. "See My Tears" - 4:10
8. "D3MONS" (met DMX) - 4:21
9. "Edge of Destruction" (met Tech N9ne en Twista) - 5:08
10. "Runnin" (met Planet VI) - 5:36
11. "Invincible" (met Ester Dean) - 3:07
12. "On My Way" - 4:10
13. "End of the Road" (met Blackbear) - 4:04

#### Bonus
1. "Half Naked & Almost Famous" - 2:51
2. "La La La (The Floating Song)" - 3:54
3. "Hold On (Shut Up)" (met Young Jeezy) - 3:30
4. "Warning Shot" (met Cassie Ventura) - 3:21